# Тайная полевая полиция
Тайная полевая полиция (нем. Geheime Feldpolizei Geheime Feldpolizeiо файле — GFP — ГФП, «Гехайме фельдполицай»; другой вариант перевода — тайная военная полиция) — секретная военная полиция нацистской Германии.
Группы и команды ГФП являлись исполнительными органами полевых и местных комендатур. Первоначально формально подчинялась разведке и контрразведке военных формирований вермахта, полевым и местным комендатурам, а с января 1942 года официально была подчинена IV управлению РСХА (гестапо). На немецком армейском сленге ГФП называли «гестапо вермахта» (Gestapo der Wehrmacht), а также «полевое гестапо» или «фельдгестапо» (Feldgestapo).
Команды ГФП при местных комендатурах и охранных дивизиях действовали в тесном контакте с полицией безопасности и СД. Наряду с полевой жандармерией подразделения тайной полевой полиции обслуживали все рода войск, включая и войска СС.

## Сотрудники
Сотрудники ГФП набирались из:
- СД и гестапо (составляли меньшинство и занимали высшие командные должности);
- криминальной полиции (KRIPO), аналог советского угрозыска, — входила в Главное управление имперской безопасности (РСХА) в качестве V управления (составляли большинство и занимались оперативной работой)[2].

Бессменным руководителем ГФП (Feldpolizeichef der Wehrmacht) был оберфюрер СС и полковник полиции (впоследствии бригадефюрер СС и генерал-майор полиции) Вильгельм Крихбаум (более известный как «Вилли К.»). Крихбаум по-совместительству с должностью начальника ГФП был также бессменным первым заместителем начальника IV отдела РСХА (гестапо) группенфюрера СС и генерал-лейтенанта полиции Генриха Мюллера, и кроме того, Крихбаум курировал работу Пограничной полиции рейха (Grenz-polizei).

## Функции
Основными функциями ГФП были следующие: контрразведка; мероприятия по охране штабов и личная охрана командного состава от командира бригады и выше; наблюдение за военной корреспонденцией; контроль за почтовыми, телеграфными и телефонными отправлениями гражданского населения, охрана почтовых сообщений; розыск и пленение военнослужащих противника, оставшихся на захваченных территориях; проведение следствия и дознания, надзор за подозрительными лицами в вермахте и из числа гражданского населения в зоне боевых действий.
Тайная полевая полиция занималась в том числе розыском коммунистов и комсомольцев, при активном участии и помощи советских коллаборационистов, пошедших на службу к немцам.

## Полномочия
Сотрудники ГФП имели право свободного прохода через блокпосты и свободного входа в расположение любых частей, штабов и учреждений вермахта. Все сотрудники ГФП имели права и полномочия сотрудников полиции безопасности и СД, и им был присвоен статус военных должностных лиц на время войны (Wehrmachtsbeamte auf Kriegsdauer).
Сотрудники имперской службы безопасности (не следует путать с СД) имели документы, а также права и полномочия как сотрудников ГФП, так и полевой жандармерии. Важно отметить, что сотрудники имперской службы безопасности подчинялись не руководителю ГФП, а исключительно главе имперской службы безопасности группенфюреру СС и генерал-лейтенанту полиции и войск СС Гансу Раттенхуберу. Также документы, права и полномочия как сотрудников ГФП, так и полевой жандармерии получили сотрудники айнзацгрупп.

## Звания
Сотрудники ГФП как правило сохраняли звания СС и полиции, однако в то же время была введена система званий Тайной полевой полиции:
1. Шеф Тайной полевой полиции Вермахта (Feldpolizeichef der Wehrmacht), соответствовало званию генерал майора.
2. Шеф армейской полиции (Heerespolizeichef), соответствовало званию полковника.
3. Старший фельдполицайдиректор (Oberfeldpolizeidirektor), соответствовало званию подполковника.
4. Фельдполицайдиректор (Feldpolizeidirektor), соответствовало званию майора.
5. Фельдполицайкомиссар (Feldpolizeikommissar) соответствовало званию капитана.
6. Фельдполицайинспектор (FeldpolizeiInspektor) и Фельдполицайоберсекретарь (Feldpolizeiobersekretär) , соответствовали званию обер-лейтенанта.
7. Фельдполицайсекретарь (Feldpolizeisekretär), соответствовало званию лейтенанта.
8. Фельдполицайассистент (Feldpolizeiassistent), соответствовало званиям фельдфебельского и унтер-офицерского состава.
9. Хильфсфельдполицайбеамтен (Hilfsfeldpolizeibeamten), прикомандированные к подразделениям ГФП сотрудники вспомогательного состава как солдаты и унтер-офицеры, так и фельдфебели и офицеры, а также зондерфюреры. Прикомандированные сотрудники вспомогательного состава могли быть привлечены как из рядов Вермахта, флота и авиации (Люфтваффе), так и из абвера, войск СС и полиции, а также из числа коллаборационистов, пошедших на службу к немцам.

## Форма
В вермахте и в войсках СС, а также на флоте и в авиации (люфтваффе) сотрудники ГФП носили униформу, практически идентичную с обслуживаемыми ими родами войск, но с незначительными изменениями в виде эмблемы германской полиции, манжетной ленты или шифровки на погонах, состоящей из трех букв GFP.
Кроме того, сотрудники тайной полевой полиции при проведении секретных операций имели право носить любую униформу, а также работать в штатской одежде.